# Corrupted
Corrupted est un groupe de heavy metal japonais, originaire d'Osaka. Il est formé en 1994 et considéré comme l'un des pionniers du sludge metal et du doom metal.

## Biographie
Corrupted est formé en 1994 à Osaka. En 1995, le groupe sort trois premiers EP en commun avec Black Army Jacket, Grief et Noothgrush, puis plus tard quelques singles, EP, splits, ainsi et quatre albums studio. Le groupe sort son premier album, Paso inferior, en 1997, en format vinyle, qui dure au total environ 30 minutes. En 1999, le groupe publie son deuxième album studio, Llenandose de gusanos, en format CD, qui dure environ deux heures. Le groupe y mêle des éléments de metal extrême et d'ambient.
En 2000, Corrupted joue pour la première fois en Europe, seulement après une longue période de tournée au Japon, en particulier dans la région d'Osaka. 2002 assiste à un déclin de l'activité du groupe. En 2004, cependant, le groupe sort un troisième album, Se hace por los suenos asesinos, suivi par un quatrième album, El mundo frio. 
Pour le film Junk Films: The Collected Short Shockumentaries of Tsurisaki Kiyotaka (ジャンクフィルム/釣崎清隆残酷短編集, Janku Firumu / Tsurisaki Kiyotaka Zankoku Tanpenshū), ils travaillent avec le réalisateur et photographe Kiyotaka Tsurisaki. Ils lui fournissent la bande-son, puis joue en octobre 2008 au Lausanne Underground Film and Music Festival et au estival In Famous Carousel à Paris. Il s'agit de la première fois depuis 2000 que le groupe joue à l'international. En novembre, ils jouent sur la côte ouest des États-Unis, puis jouent ensuite en juillet 2009 deux concerts au Royaume-Uni dont un au Supersonic Festival,.
En juillet 2010, de nombreux forums et blogs spécialisés à travers le monde annoncent le départ du chanteur Hevi, information qui sera rendue publique sur Facebook,,,,,.

## Membres

### Membres actuels
- Chew Hasegawa – batterie
- Mark Yokota – guitare
- Ippei « The TEX » Suda – basse
- Taiki – chant

### Anciens membres
- Hevi – chant, basse
- Talbot – guitare
- Anri – harpe sur El mundo frio
- Takehito Miyagi - clavier (uniquement sur les enregistrements)
- Shibata – basse
- Jose – basse
- Lowell Isles – basse
- Katsumi Hiryu – basse
- MONGER – basse (membre fondateur)

## Discographie

### Albums studio
- 1997 : Paso inferior
- 1999 : Llenandose de gusanos
- 2004 : Se hace por los suenos asesinos
- 2005 : El mundo frio
- 2011 : Garten der Unbewusstheit
- 2024 : Felicific Algorithm / Mushikeras
- 2024 : Pray for the Hollow Sun

### EP
- 1995 : Anciano
- 1995 : El dios queja (vinyle)
- 1995 : Nadie (réédité en 2008 au label Throne Records)
- 1999 : Dios injusto
- 2015 : 喪失：Loss
- 2018 : Felicific Algorithim

### Singles
- 2001 : La victima es tu mismo
- 2007 : Vasana" 7
- 2007 : An Island Insane
- 2023 : Mushikeras

### Splits
- Avec Grief (1995) *7" track: "Mi Pueblo" (HG Fact)
- Avec Black Army Jacket (1997) *7" track: "Arrastrandose Solo" (Frigidity Discos)
- Avec Enemy Soil (1997) *7" track: "Reference" (HG Fact)
- Avec Noothgrush (1997) *LP/CD tracks: "Inactive" & "Estar En Visperas De Ultimo" (Reservoir) *2 versions*
- Avec Scarver's Calling (1999) *7" track: "Existence" (Gouge Records)
- Avec Phobia (1999)*7"/Pic 7" track: "Nieve-Segundo" (Rhetoric Records, Deaf American Recordings)
- Avec Meat Slave (2000) *7" Flexi/7" track: "Anciano" (HG Fact)
- Avec Machetazo (2000) *7" tracks: "Life" & "Silent Assassin" (Frigidity Records)
- Avec Sloth (2000) *7" track: "Inactivo" (Self Released)
- Avec Discordance Axis and 324 (2001) *CD tracks: "Bloodscape" & "unknown title" (HG Fact)
- Avec Cripple Bastards (2002) *7" track: "Empty" (HG Fact)
- Avec Infaust (2002) *7" track: "Other Side" (Blind Date) *3 versions*

### Compilations
- 1996 : Raggle Taggle
- 1996 : Una de gato cuerno de vaca
- 1996 : Painkiller vol. 1
- 1999 : Reality #3
- 1999 : Homeless Benefit
- 2001 : Twin Threat to Your Sanity